# Gabrius trossulus
Gabrius trossulus är en skalbaggsart som först beskrevs av Alexander von Nordmann 1837.  Gabrius trossulus ingår i släktet Gabrius, och familjen kortvingar. Arten är reproducerande i Sverige.